# Misanteca wilhelminensis
Misanteca wilhelminensis là loài thực vật có hoa trong họ Nguyệt quế. Loài này được (C.K. Allen) Lundell miêu tả khoa học đầu tiên năm 1969.